# Vương tộc Savoia
Nhà Savoy (tiếng Ý: Casa Savoia) là một trong những gia đình hoàng gia lâu đời nhất trên thế giới, được thành lập vào năm 1003 trong khu vực Savoy lịch sử. Qua việc mở rộng dần dần, dòng họ này đã phát triển thế lực từ một bá tước nhỏ trong khu vực (Savoy) lên đến tước hiệu quốc vương (Sicilia) trong năm 1713. Qua chi nhánh nhỏ của nó là Savoy-Carignano, Nhà Savoy đã thành công trong việc Thống nhất nước Ý vào năm 1861 và cai trị Vương quốc Ý từ năm 1861 cho đến khi kết thúc Thế chiến thứ hai, và trong một thời gian ngắn, cả Vương quốc Tây Ban Nha trong thế kỷ 19. Các vị vua nhà Savoy của Ý là Vittorio Emanuele II, Umberto I, Vittorio Emanuele III, và Umberto II. Vị vua cuối cùng cai trị được một vài tuần trước khi bị lật đổ sau cuộc trưng cầu dân ý về Hiến pháp năm 1946, sau khi Cộng hòa Ý được thành lập.